# قرصيات الأرجل
قرصيات الأرجل (الاسم العلمي: Discopoda) هي رتيبة من الحيوانات تتبع طائفة بطنيات الأرجل من شعبة الرخويات.

## تصنيف
- فيلق اليقرونينات
  - فصيلة البوطاميدية
    - البوطاميد
    - اليقرون